# 南波ゆき
南波 ゆき（みなみ ゆき、11月8日 - ）は、日本の女性声優。埼玉県出身。81プロデュース所属。

## 略歴
アミューズメントメディア総合学院卒業。
2014年4月1日付で81プロデュースに所属。

## 人物
趣味・特技はアロマテラピー、フルート、料理。

## 出演
太字はメインキャラクター。

### 劇場アニメ
- KING OF PRISM by PrettyRhythm（2016年、歓声）

### OVA
- 12歳。（2014年、女子3） - 『ちゃお』2014年12月号付録

### Webアニメ
- ふわっちょうんちょ ショートアニメ（2021年、ピンクうんちょ）
- モンポケ ショートアニメ（2025年、ピカチュウ）

### ゲーム
2015年
- 戦国アスカZERO（宮本武蔵）
- 魂の交渉屋とボクの物語 -Soul Negotiator-（やよい）

2016年
- Battleship Girl -鋼鉄少女-（ウィチタ/アーガス）
- Diss World（ジャックランタン/トリトーン、ヒザマ）
- 俺タワー -Over Legend Endless Tower-（コードリール）
- ナイトスリンガー（ヘレナ）

2018年
- 暁のエピカ -Union Brave-（マイ）
- モンスターストライク（2018年 - 2022年、アロンダイト、おつう、ベビーアーク団、メア）

2020年
- 戦国RENKA ズーム！（宮本武蔵、蜂須賀小六）

2021年
- メガトン級ムサシ（菅野凛）

2023年
- ヘブンバーンズレッド（小説屋）

### 吹き替え

#### 映画
- 雨とあなたの物語
- ジョーズ リターン（ペネロピ/ディアンジェラ）
- アナーキー（エイミー）
- バック・トゥ・ザ・フューチャー PART2 ※BSジャパン版

#### アニメ
- アバローのプリンセス エレナ（クリスティーナ）
- バンジのにゃむにゃむ日記（ジンジン[16]、ポッピ[16]）
- ウッディー・ウッドペッカー（ウィニー）
- マペット・ベビー いっしょにあそぼう!（オリリア）

### ボイスコミック
- 僕のヒーローアカデミア（Mt.レディ[6]、出久の母[6]）
- いじめ 〜いびつな心〜（女子生徒）

### オーディオブック
- 人類は衰退しました 1 - 2（2019年 - 2020年、妖精さん役 他）
- みすてぃっく・あい（2021年、沖本由真 役[17]）
- 一等星の恋（2021年[18]）
- 蜘蛛ですが、なにか?（2023年 ナレーター）

### その他コンテンツ
- 軽井沢おもちゃ王国（CMナレーション）
- 長靴をはいた猫（オペレッタ、歌唱）
- 幕末メイドルナイト（パチスロ、坂本龍華 役[6]）
  - 歌唱「メイドル御触書」「Love Paradox」

### シリーズ一覧
1. ↑  第1期（2020年 - 2021年）、第2期『キング！』（2021年 - 2022年）、第3期『キングMAX』（2022年）